# Gouvernement al-Wadi al-dschadid
Al-Wadi al-dschadid oder El Wadi El Gedid (arabisch محافظة الوادي الجديد Muhāfazat al-Wādī al-dschadīd, DMG Muḥāfaẓat al-Wādī al-ǧadīd, ägyptisch-arabisch: el-Wādī el-gedīd, deutsch „Neues Tal“) ist ein Gouvernement in Ägypten mit 241.247 Einwohnern und liegt im Südteil der Libyschen Wüste. Mit 376.505 km² ist das Gouvernement das mit Abstand größte Gouvernement Ägyptens. Das Gouvernement wurde 1958 unter dem damaligen Staatspräsidenten Gamal Abdel Nasser gebildet, zuvor war es bis 1958 Teil des Verwaltungsgebietes as-Sahra' al-Dschanubiyya (deutsch „südliche Wüste“). 1968 wurde die Senke Bahariyya dem Gouvernement al-Dschiza zugeschlagen. Das Verwaltungszentrum ist seit 1958 al-Charga.

## Geographie
Al-Wadi al-dschadid grenzt im Norden an die Gouvernements Matruh, al-Dschiza und al-Minya, im Osten an die Gouvernements Asyut, Sauhadsch, Qina, al-Uqsur und Aswan, im Süden an den Sudan und im Westen an Libyen. Landschaftlich ist es durch die Libysche Wüste geprägt, durch kleinere Hügelketten und Berge und durch drei große Senken:
- Farafra
- Dachla
- Charga

Im Süden wird die internationale Grenze zum Sudan durch den 22. Breitengrad gebildet. Im Westen wird die Grenze zu Libyen durch den 25. Längengrad markiert. Die Binnengrenze zu den Gouvernements Matruh, al-Dschiza und al-Minya im Norden verläuft entlang des Breitengrades 27°54'.

## Verwaltung
- Karte mit allen Koordinaten:
- OSM |
- WikiMap

Das Gouvernement al-Wadi al-dschadid gliedert sich in vier Bezirke (marakiz, Singular markaz), deren bewohnte Gebiete den vorgenannten Senken entsprechen, wobei das südlich von Charga gelegene Baris separat ist. Dabei ist Dachla der flächenmäßig weitaus größte Bezirk, dem die großen unbewohnten Wüstengebiete im Südwesten Ägyptens zugeschlagen sind, darunter Gilf el-Kebir.
| Markaz                           | arabisch            | Fläche km² | Bevölkerung 11. Nov. 2006 | Koordinaten         |
| -------------------------------- | ------------------- | ---------- | ------------------------- | ------------------- |
| Farafra                          | مركز شرطة الفرافرة  | 38.344,24  | 21.930                    | ...                 |
| Dachla                           | مركز شرطة الداخلة   | 268.453,95 | 80.227                    | ...                 |
| Charga                           | قسم الواحات الخارجة | 83.203,49  | 74.449                    | 25,3333° N, 30,6° O |
| Baris                            | مركز شرطة باريس     | 37.657,34  | 10.616                    | ...                 |
| Gouvernement al-Wadi al-dschadid | الوادي الجديد       | 440.098    | 187.263                   |                     |

## Bevölkerung
In al-Wadi al-dschadid leben 241.247 Menschen, das Gouvernement ist damit das am dünnsten besiedelte Ägyptens. Bewohnt sind ausschließlich die Oasen in den Senken.

## Wirtschaft
Wirtschaftlich ist das Gouvernement durch Landwirtschaft und Bergbau geprägt, wichtigster Wirtschaftszweig ist der Phosphatabbau beispielsweise in den Phosphatminen von Abu Tartur 50 km westlich von al-Charga. Auf den kultivierten Böden der Oasen werden vor allem Datteln, Zitrusfrüchte, Oliven, Reis und Getreide angebaut. Infrastrukturell sind die besiedelten Gebiete durch eine 1500 km lange, 1980 fertiggestellte Ringstraße die von Luxor ausgehend 5 ägyptische Senken verbindet (Luxor – Charga – Dachla – Farafra – Bahariyya (Gouvernement al-Dschiza) – Madinat al-Fayyum (Gouvernement al-Fayyūm) – Kairo) und in Kairo endet.
Von wirtschaftlicher Bedeutung sind aktuell laufende Großprojekte zur landwirtschaftlichen Entwicklung, das New Valley Project und das Toshka-Projekt.